# 도닐 헨리
도닐 헨리(1993년 4월 20일 ~ )는 캐나다의 축구 선수로 포지션은 센터백이다. 현재 미네소타 유나이티드 소속이다. K리그 등록명은 헨리였다.

## 클럽 경력
2008년 토론토 FC 아카데미에 입단했다. 그리고 두 시즌을 캐나다 사커 리그에서 뛰었다.
이후 2010년 성인팀으로 데뷔하며 메이저 리그 사커 무대에 데뷔했다. 2012년 4월 28일 레알 솔트레이크전에서 프로 데뷔골을 기록했다.
이후 2014년 10월, 키프로스의 아폴론 리마솔에 입단했다.
그리고 2015년 1월, 잉글랜드의 웨스트햄 유나이티드 FC에 입단했다. 하지만 입단 이후 한 경기도 출전하지 못했으며 2015년 3월에 블랙번 로버스 FC로 1개월간 임대되었다. 입단 당일날 열린 셰필드 웬즈데이 FC와의 경기에서 첫 출전을 하였다. 이후 3월 11일 열린 볼턴 원더러스 FC와의 경기에서 후반 추가시간 득점을 기록하며 1-0승리를 이끌었다. 이런 공로로 시즌 종료 때까지 임대가 연장되었다. 2015-16 시즌을 앞두고 웨스트햄으로 복귀했으며 2015년 8월 6일, FC 아스트라 지우르지우와의 유로파 리그 예선 경기에서 웨스트햄 소속으로 첫 경기를 치렀다. 하지만 이후에도 출전 기회를 잡지 못하였고, 2016년 여름 이적시장에서 덴마크의 AC 호르센스로 잔 시즌간 임대되었다. 2016년 10월 23일 라네르스 FC와의 경기에서 덴마크리그 데뷔전을 치렀다. 덴마크 임대 기간 동안 4경기 출전을 기록했다.
2018 시즌을 앞두고 메이저 리그 사커의 밴쿠버 화이트캡스 FC에 입단하며 북미 무대로 복귀했다. 이후 2018년 4월, 실전 경기력 향상을 위해 유나이티드 사커 리그의 오타와 퓨리 FC로 5월까지 임대되었다. 오타와 임대 기간 동안 3경기에 출장했다. 2018년 6월, 밴쿠버 소속으론 첫 경기를 치렀으며 2019년 3월 2일, 미네소타 유나이티드와의 경기에서 밴쿠버 이적 후 첫 골을 터뜨렸다.
2019년 11월, K리그1의 수원 삼성 블루윙즈로의 입단이 발표되었다. 2020년 2월 19일 열린 비셀 고베와의 AFC 챔피언스리그 경기에서 수원 소속으로 첫 경기를 치렀다.
2022 시즌을 앞두고 MLS의 로스앤젤레스 FC에 입단했다.
2022년 7월, 토론토 FC로 이적했다.

## 국가대표팀 경력
헨리는 캐나다 U-20 대표팀으로 3경기를 소화했었다.
이후 2012년 하계 올림픽 북중미 예선대회에 참여하는 캐나다 U-23 축구 국가대표팀 명단에 포함되었다.
2012년 8월 15일 트리니다드 토바고 축구 국가대표팀과의 친선 경기에서 캐나다 축구 국가대표팀 데뷔전을 치렀다.
2013년 CONCACAF 골드컵에 참여하는 캐나다 축구 국가대표팀 명단에 포함되었다.
2019년 CONCACAF 골드컵에 참여하는 캐나다 축구 국가대표팀 명단에 포함되었다.
2019년 9월 7일 열린 쿠바 축구 국가대표팀과의 2019-20년 CONCACAF 네이션스리그 경기에서 국가대표팀 데뷔골을 기록했다.

## 수상 내역

### 클럽

#### 토론토 FC
- 캐나다 챔피언십 우승: 2010, 2011, 2012

### 개인
- 올해의 캐나다 U-20 선수: 2012